# Asteropsis epidendri
Asteropsis epidendri är en svampart som beskrevs av Gonz. Frag. 1917. Asteropsis epidendri ingår i släktet Asteropsis, divisionen sporsäcksvampar och riket svampar.   Inga underarter finns listade i Catalogue of Life.